# 1277년

## 연호
- 남송(南宋) 경염(景炎) 2년
- 원(元) 지원(至元) 14년
- 일본(日本) 겐지(建治) 3년
- 쩐 왕조(陳朝) 바오푸(寶符) 5년

## 기년
- 남송(南宋) 단종(端宗) 2년
- 원(元) 세조(世祖) 18년
- 고려(高麗) 충렬왕(忠烈王) 3년
- 쩐 왕조(陳朝) 성종(聖宗) 20년

## 사건
- 3월 7일 - 파리대주교 에티엔 텅피에(Étienne Tempier)가 219개의 신학 및 철학 명제들을 파리대학에서 가르치는 것에 대해 금지령을 내림.
- 3월 18일 - 캔터베리 대주교 로버트 킬워드비가 옥스퍼드 대학교에서 30개의 신학 및 철학 명제를 가르치는 것에 금지령을 내림.
- 원나라의 병마를 사육하기 위한 제주도에 목마장(牧馬場)이 설치되었다.

## 사망
- 7월 1일 - 이슬람 맘루크 왕조 술탄 바이바르스